# Wood Village
Wood Village is een plaats (city) in de Amerikaanse staat Oregon, en valt bestuurlijk gezien onder Multnomah County.

## Demografie
Bij de volkstelling in 2000 werd het aantal inwoners vastgesteld op 2860. In 2006 is het aantal inwoners door het United States Census Bureau geschat op 2954, een stijging van 94 (3,3%).

## Geografie
Volgens het United States Census Bureau beslaat de plaats een oppervlakte van 2,5 km², geheel bestaande uit land.

## Plaatsen in de nabije omgeving
De onderstaande figuur toont nabijgelegen plaatsen in een straal van 8 km rond Wood Village.